# Església de Fantoft
L'església de fusta de Fortun o de Fantoft és una stavkirke actualment situada a la ciutat de Bergen, Noruega.

## Història
És una reconstrucció de l'original (desapareguda el 1992), que datava del segle xii i estava inicialment situada a Fortun, municipi de Luster. L'església, datada el 1150, va ser remodelada després de la Reforma protestant. En aquesta remodelació es va canviar el seu aspecte primitiu amb la construcció d'un nou cor amb la tècnica lafteverk, una torre occidental de la dècada de 1660, i finestres.

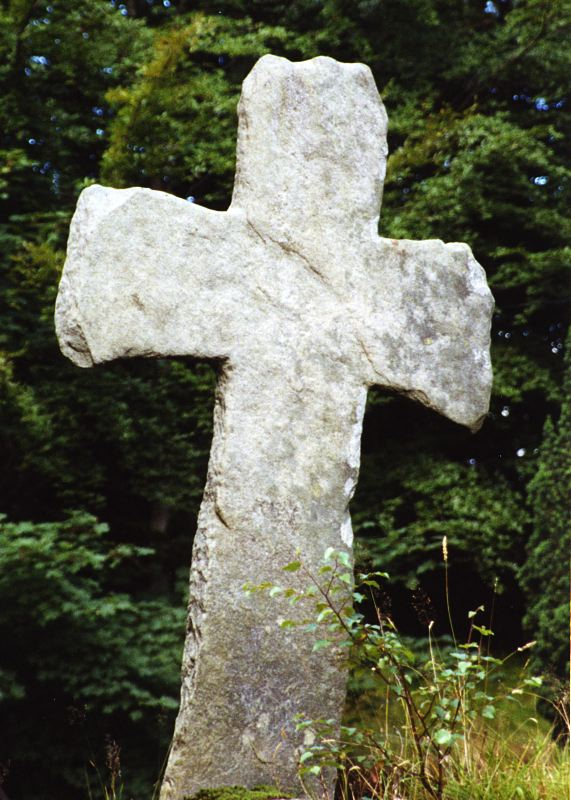
Creu medieval

El 1883, per motius de conservació, es va decidir traslladar-la per vaixell fins a Bergen, on seria reconstruïda amb la seva fusta original al barri de Fantoft. L'arquitecte encarregat de la reconstrucció en va ser Joakim Mathiesen, que va optar per recuperar l'aspecte medieval de l'original. Algunes parts van ser reconstruïdes d'acord amb l'arquitectura de la stavkirke de Borgund. Així, l'església es va inscriure dintre de les stavkirke de tipus A, amb el sostre escalonat i tirants en forma de creu de Sant Andreu a l'interior.
El 6 de juny de 1992 l'església va patir un incendi intencionat i va ser destruïda gairebé per complet: se'n conservaren només algunes parts de l'armadura de pals i bigues. El sospitós va ser un home anomenat Varg Vikernes, músic de Black Metal de la zona i component principal del grup Burzum, que la va incendiar per estar construïda sobre monuments sagrats del paganisme. Posteriorment es va incendiar un garatge on es conservaven algunes peces que s'havien pogut rescatar de l'incendi de l'església. Varg Vikernes va acabar condemnat per l'incendi de diverses esglésies de Noruega (i també per assassinat) encara que fou absolt de l'incendi de Fantoft per un error judicial. La fotografia del temple destrossat pel foc es va usar com a coberta del disc Aske (que significa «cendres») d'aquest grup Burzum.
La seva reconstrucció va començar poc de temps després, i va suposar un repte perquè feia segles que no es construïen stavkirke a Noruega. S'hi va utilitzar fusta procedent de la localitat de Kaupanger del municipi de Sogndal.
La nova església, una còpia idèntica de l'anterior, va ser consagrada el 1997. Poc va quedar de l'inventari del temple original, excepte una pedra tallada (potser una antiga relíquia) que es conserva en un dels murs, i la creu de l'altar. No va ser possible reconstruir les pintures murals que existien abans de l'incendi. El crucifix del cor és un disseny de Sven Valevatn de la dècada de 1990, encara que inspirat en l'art medieval.
Fora es conserva una creu medieval de pedra, original d'un antic temple de Tjora, municipi de Sola.